# バタク・アラス＝クルット語
バタク・アラス＝クルット語（バタク・アラス＝クルットご、英: Alas language）はスマトラ島で話されているオーストロネシア語族に属する言語である。

## 言語名別称
- アラス＝クルット・バタク語
- アラス＝クルット・バタック語
- バタック・アラス＝クルット語
- Alas-Kluet Batak
- アラス語[1]

## 方言
- アラス方言（Alas）
- クルット方言（Kluet）
- シンキル方言（Singkil (Kade-Kade)）